# Sakuragawa
Sakuragawa è una città giapponese della prefettura di Ibaraki.